# Икрами, Джалол
Джало́л Икрами́ (тадж. Ҷалол Икромӣ; 7 (20) сентября 1909, Бухара, Бухарский эмират — 11 апреля 1993, Душанбе — таджикский советский писатель, народный писатель Таджикской ССР (1979). Член Союза писателей Таджикистана (с 1935) и КПСС (с 1945).

## Вехи творческой биографии
Родился в семье кадия (духовного судьи). Начал писать в юношеском возрасте, темы ранних рассказов — раскрепощение женщины Востока, Гражданская война, разоблачение лицемерия духовенства.
- 1927: опубликовано первое произведение — рассказ «Ночь на Регистане» («Шаб дар Регистан»);
- 1933: драма «Враг» («Душман»);
- 1934: повесть «Змея» («Тирмор»);
- 1937: комедия «Семена любви» («Тухми муҳаббат»);
- 1940—1949: роман «Шоди» (ч. 1—2; русский перевод: 1950), в котором дана картина становления колхозного строя в Таджикистане;
- 1950: инсценировка рассказа «Несчастная девушка» («Духтари бечора»);
- 1954: инсценировка романа «Дохунда» Садриддина Айни;
- 1957: роман «Признаю себя виновным» («Ман гунаҳгорам»);
- 1957: роман «Паутина» («Тори анкабут»);
- 1962: роман «Дочь огня» («Духтари оташ»; русский перевод — 1964) о судьбе таджикской женщины до революции;
- 1961—1974: историческая трилогия «Двенадцать ворот Бухары» («Дувоздаҳ дарвозаи Бухоро»);
- 1979: роман «Вороньё живучее» («Зоғҳои бадмур»).

Автор сборников рассказов и очерков.

## Признание
- три ордена Трудового Красного Знамени (в том числе 1957)[1].
- орден Дружбы народов (19.09.1979)
- орден «Знак Почёта» (1954)[2].
- награждён медалями.
- народный писатель Таджикской ССР (1979).
- член Союза писателей Таджикистана c 1935 г.